# 鹿島川 (千葉県)
鹿島川（かしまがわ）は、千葉県中北部を流れる一級河川。利根川水系の最南端に位置する、印旛沼への最大流入河川である。

## 地理

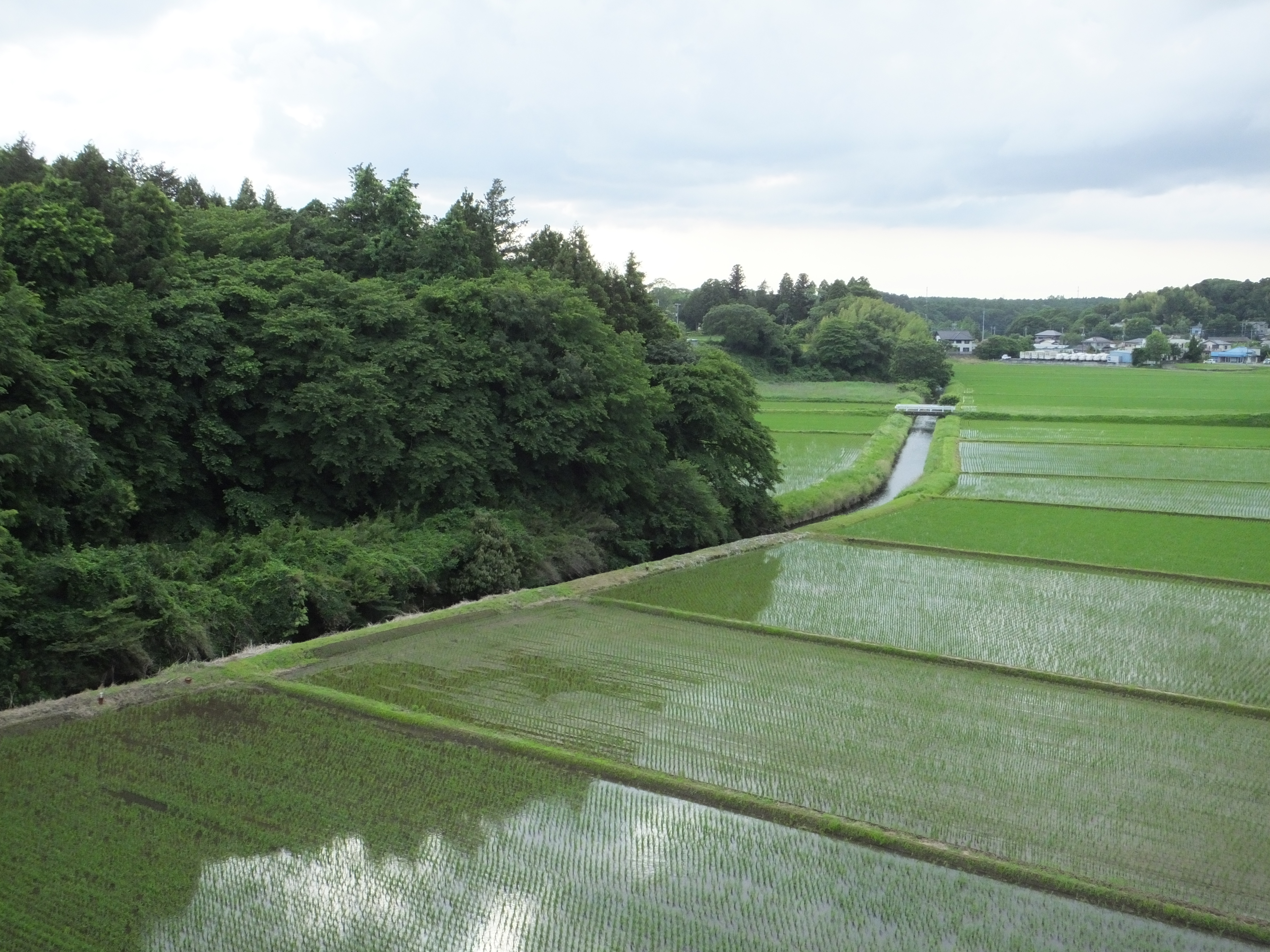
鹿島川上流部俯瞰（中野町付近）

千葉市緑区の千葉市昭和の森公園を水源とし北流する。近辺を水源とする河川は、鹿島川以外に村田川や南白亀川水系小中川がある。土気駅周辺の住宅街を抜け、北総台地に典型的な幅狭の谷津田へ入る。大網白里市に程近い千葉市の東辺に沿って流れ、若葉区に入ると両岸に畔が形成される。北西へ進み、中田町にて並流してきた平川を合わせると流量が増加する。
若葉区大井戸町を過ぎた辺りから谷が開け、比較的広い水田地帯となる。やがて若葉区・佐倉市境となり、谷当橋より佐倉市に入る。四街道市南部を水源とし、同じく市境を流れてきた並木川を合わせると市境を抜け、北東へ進む。間もなく八街市から流れてきた弥富川を合わせ、更に流量を増やす。岩富橋を越えると西へ大きく曲がり、佐倉市・四街道市境となる。物井駅前の市街地にて四街道市中心部から流出した小名木川を合わせ、入り組んだ市境に沿って進むにつれ河川幅が広がってゆく。市境を抜けると佐倉市中央部を貫流、臼井・佐倉の両市街地を分断してゆく。寺崎で最大支流の高崎川と合流、京成本線橋梁にて佐倉川も合わせ、印旛沼湾入部の干拓地となる。佐倉橋付近より河川幅が2倍程度に広がり、角来の飯野竜神橋付近で印旛沼西部調節池（西印旛沼）へ注ぐ。
流路延長31.8kmのうち、新橋より下流18.9kmが一級河川に指定されている。佐倉市の中心河川であり、戦国時代から江戸時代にかけては当河川が高崎川とともに佐倉城の天然の外堀として利用されていた。河川名は築城主であった鹿島幹胤の名にちなんだものであり、鹿島山や鹿島台などの地名も残っている。
夏の風物詩として、かつて毎年8月24日に先祖への供養を目的とした「鹿島川流灯会」が、佐倉市経済環境部商工観光課の企画により実施されていた。概ね2,000基前後の灯籠が流され1万人程度を動員していたが、2000年（平成12年）の第39回以降実施されることはなくなった。

## 治水

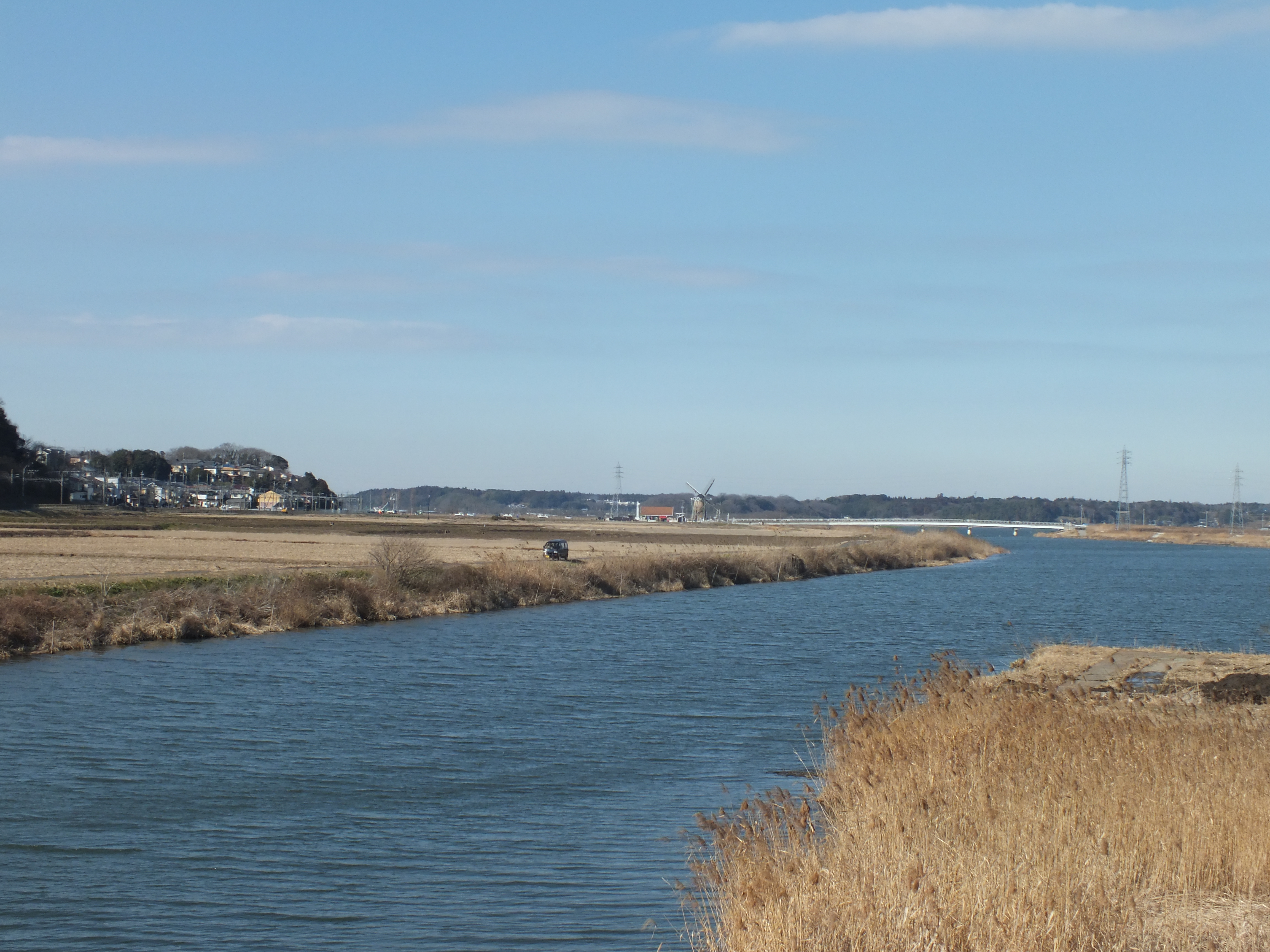
佐倉橋より下流方、改修により河川幅が広がっている地点

鹿島川は1969年（昭和44年）3月まで実施された「印旛沼開発事業」に伴い、支流の高崎川とともに河川改修が行われ、護岸堤が築造されるとともに現在の流路が形成された。その後1989年（平成元年）度より建設省主導で、印旛沼の自然環境保全・治水安全度の向上・水質浄化・新規都市用水等の確保を目的とした「利根川・印旛沼総合開発事業」の実施計画調査が開始された。同時に千葉県は「ふるさと川づくり事業」として鹿島川・高崎川の調査を行い、「歴史のまち佐倉シンボルゾーン計画」を立案。当該計画は歴史と伝統の復活、自然保護や道路整備などの事業を包括するものであるが、その一環として高崎川の城南橋から鹿島川河口までの約5kmを対象に、橋梁整備や護岸工事、浚渫及び築堤の実施が進められた。
一方で印旛沼開発事業以降流域の都市化は著しく進行した。特に支流の高崎川は佐倉市中心部を横断しており、1991年（平成3年）9月に襲来した平成3年台風15号の水害では約23haにわたる氾濫が発生。これを契機として鹿島川・高崎川に対する抜本的な河川改修が求められるようになり、同年度より2008年（平成20年）度までの予定で、小規模河川改修事業として開始された。鹿島川は高崎川合流点より下流2,700mを対象に、将来計画において河川幅員168 - 169m（改修前の約2倍）・河川断面781.4㎡・全体事業費130億円と設定され、河口の飯野龍神橋より改修が進められた。その後早期完成を図るため、都市化の進む高崎川合流点から京成本線橋梁までの900mについて1994年（平成6年）度より住宅宅地関連公共施設整備促進事業を導入。2000年（平成12年）11月には公共事業見直しの中で、利根川・印旛沼総合開発事業が「利水について緊急性がなくなった」ことを理由に中止されたが、千葉県主導の河川改修は継続実施されることとなった。しかしながら、用地買収の遅滞や千葉県の財政状況の都合から事業完了予定は2013年（平成25年）度まで延期された。更に京成本線橋梁や鹿島橋の架け替え等に莫大な費用を要するという課題があり、事業化から時間が経過していることから立体交差方法や設計の見直しなどの検討が進められた。その結果、現段階での事業完了予定は2019年（平成31年）度となっている。
「ふるさと川づくり事業」はこの河川改修事業が開始された際に一部変更がなされ、事業進捗に合わせて進めてゆく方針とされた。2002年（平成14年）3月には「歴史を映す印旛沼・文化を育てる鹿島川」をテーマとした鹿島川・高崎川のふるさと川づくり基本計画が策定され、設定した7つの課題ごとに基本方針を設け、取り組んでゆくこととされている。具体的には、堤防や河川敷を利用した散策路・ジョギングロードの整備、印旛沼河口から京成本線橋梁までの右岸を桜並木とすること等が盛り込まれている。

## 支流
一次支流のみ上流より記載
- 平川
- 富田谷津排水路
- 並木川
- 弥富川
- 東部排水路（馬渡沢）
- 小名木川
- 高崎川
- 佐倉川

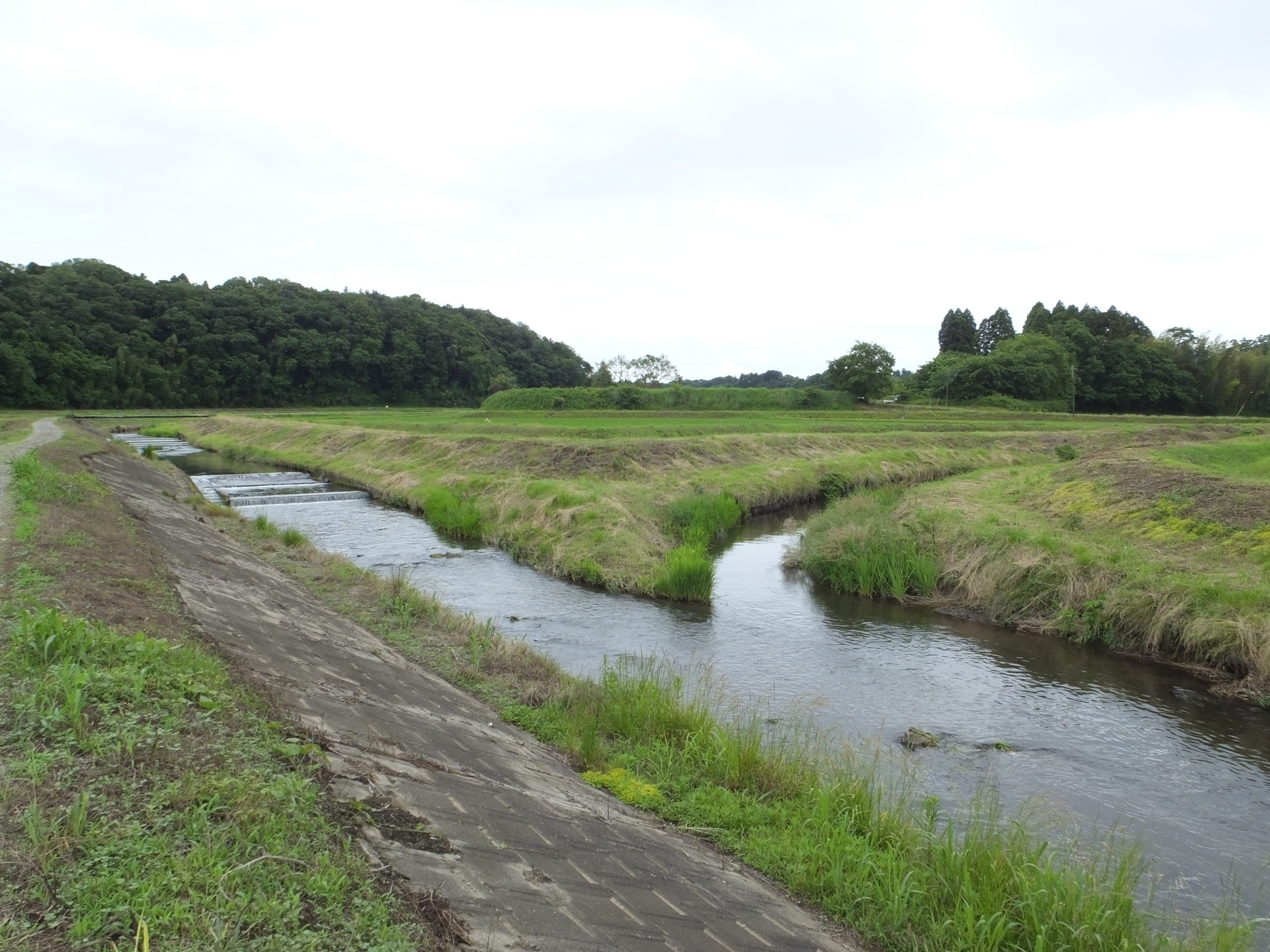
鹿島川（左）に流入する平川（右）
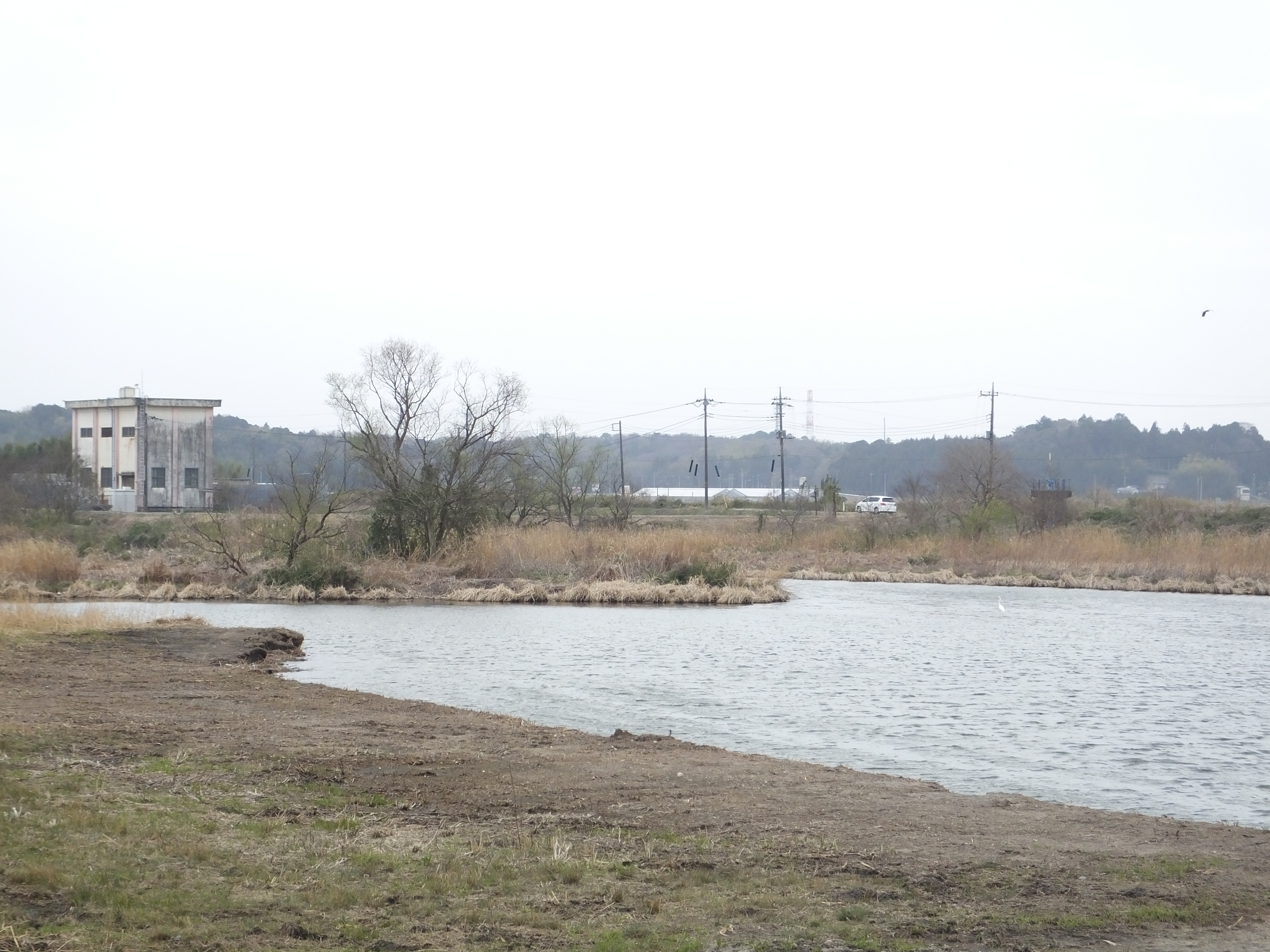
鹿島川（右）に流入する高崎川（左）

## 主な橋梁
上流より記載

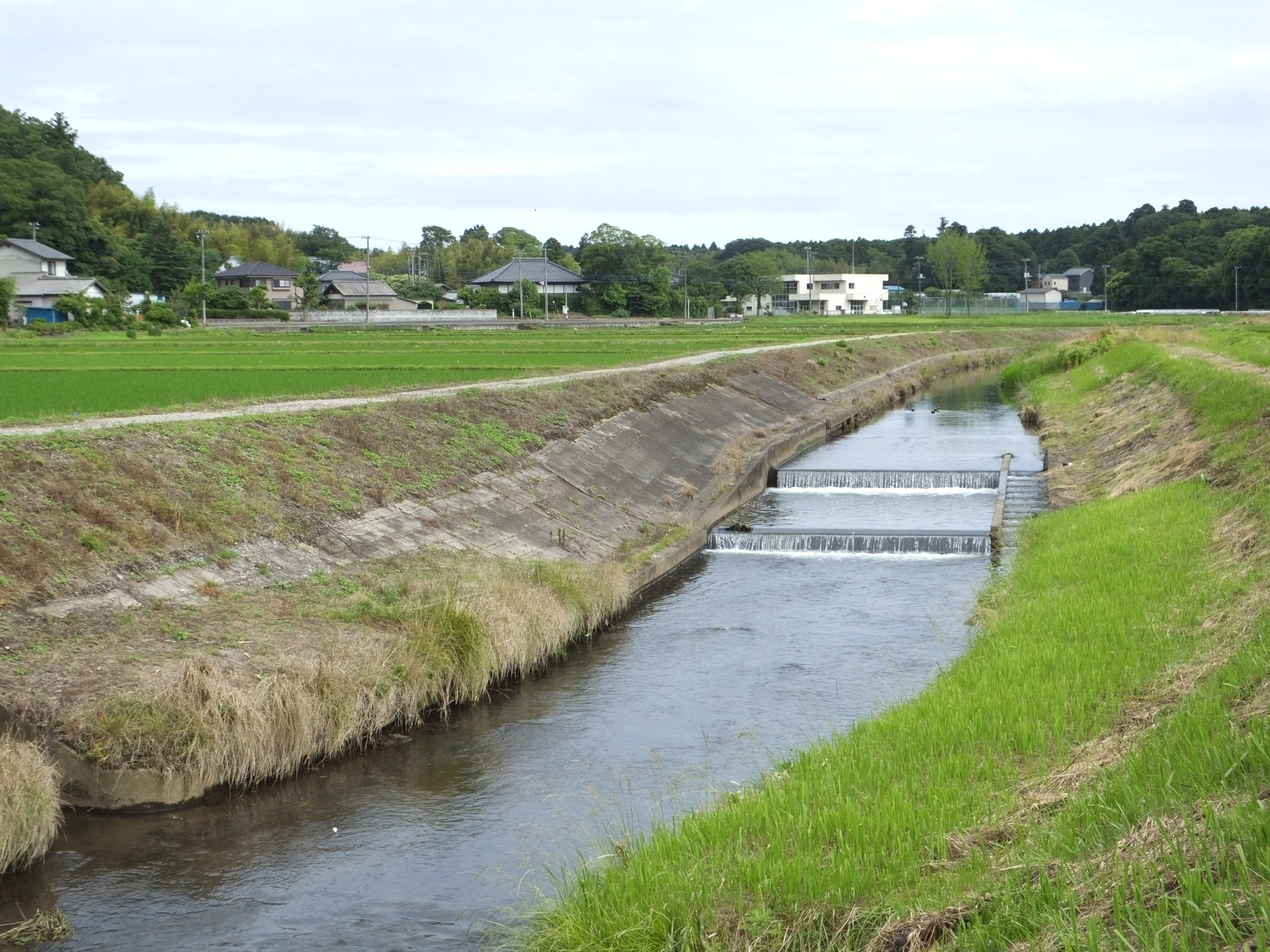
富田橋より上流方

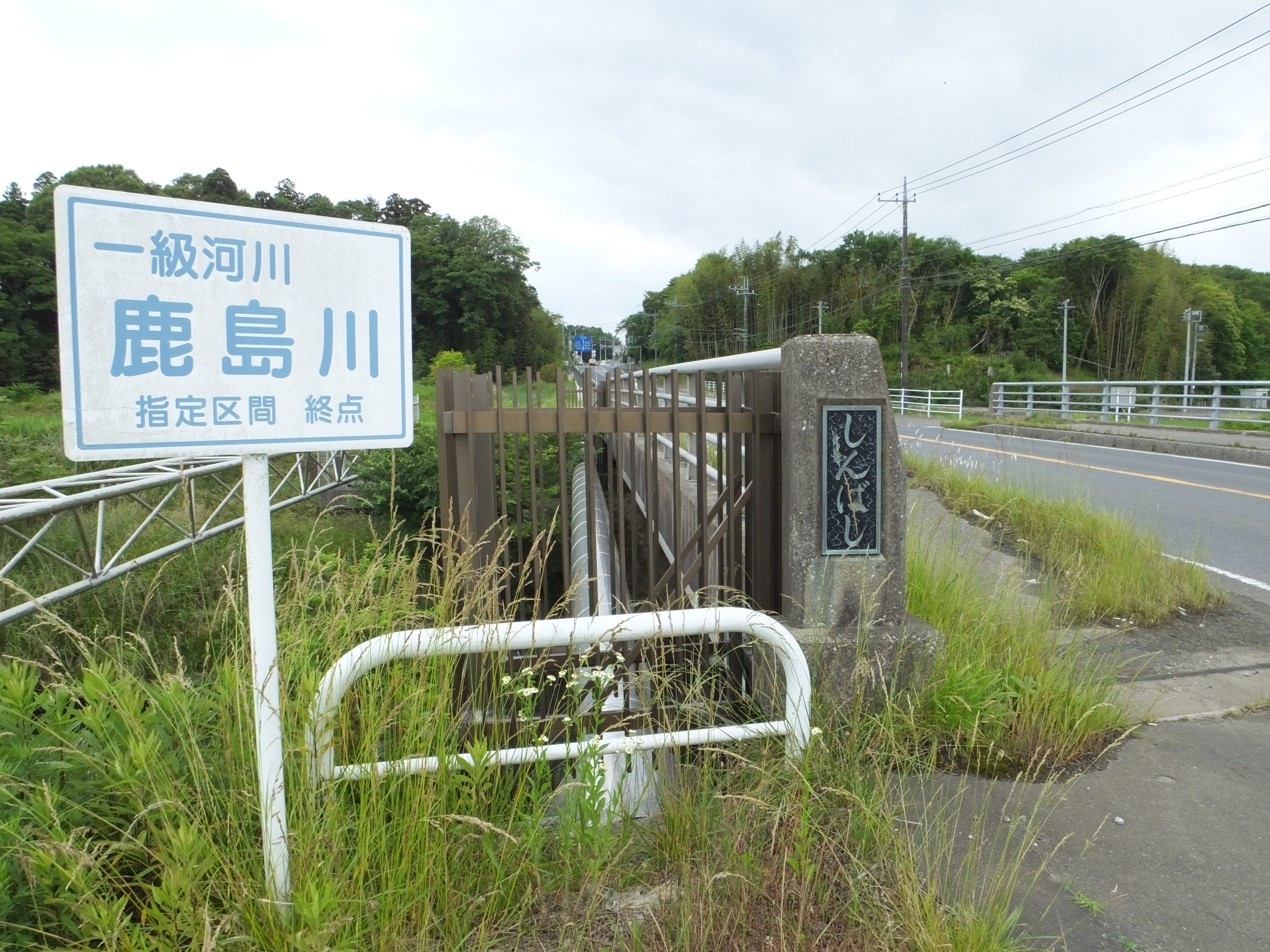
一級河川指定区間の終点・新橋

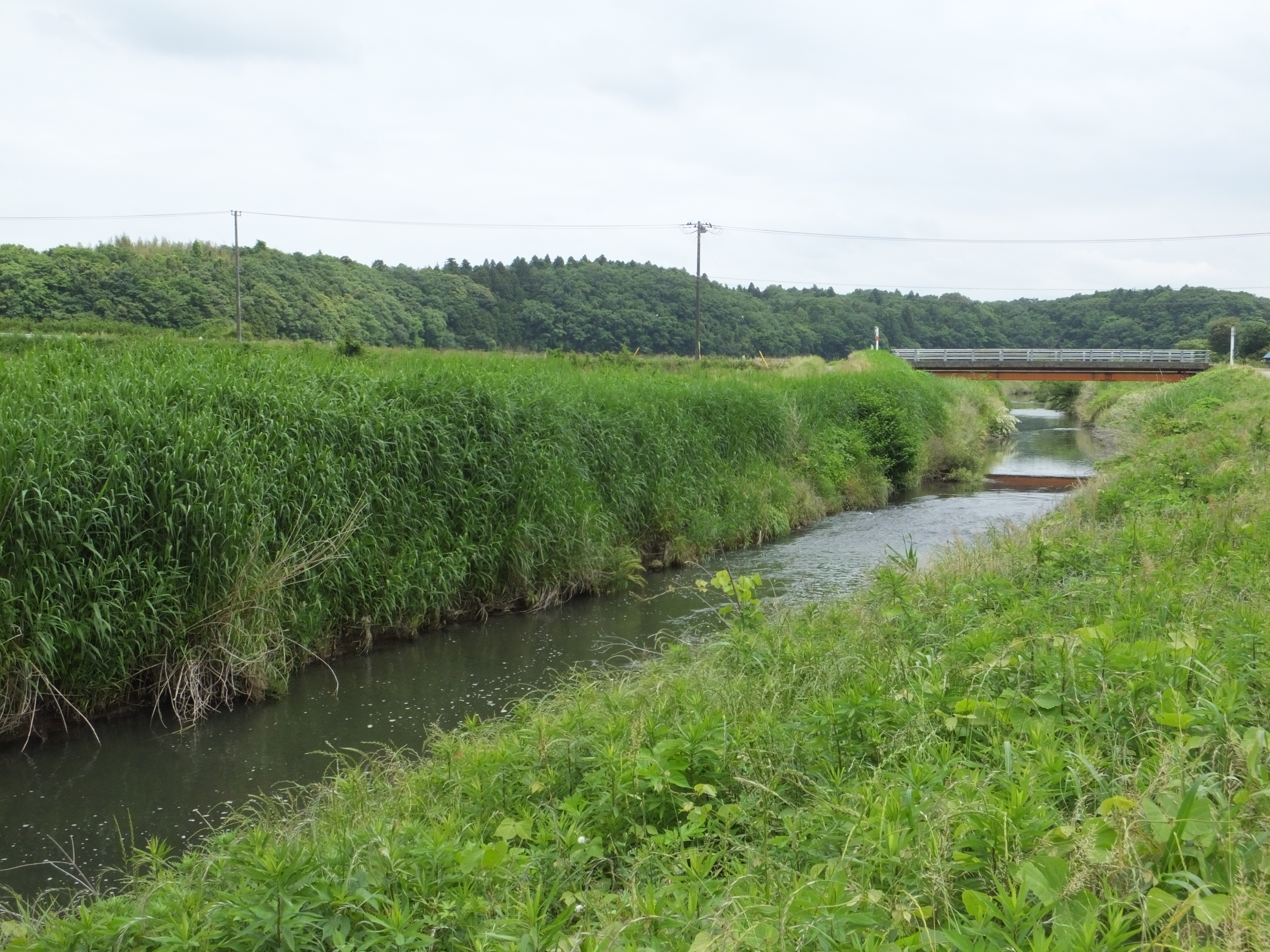
谷当橋付近

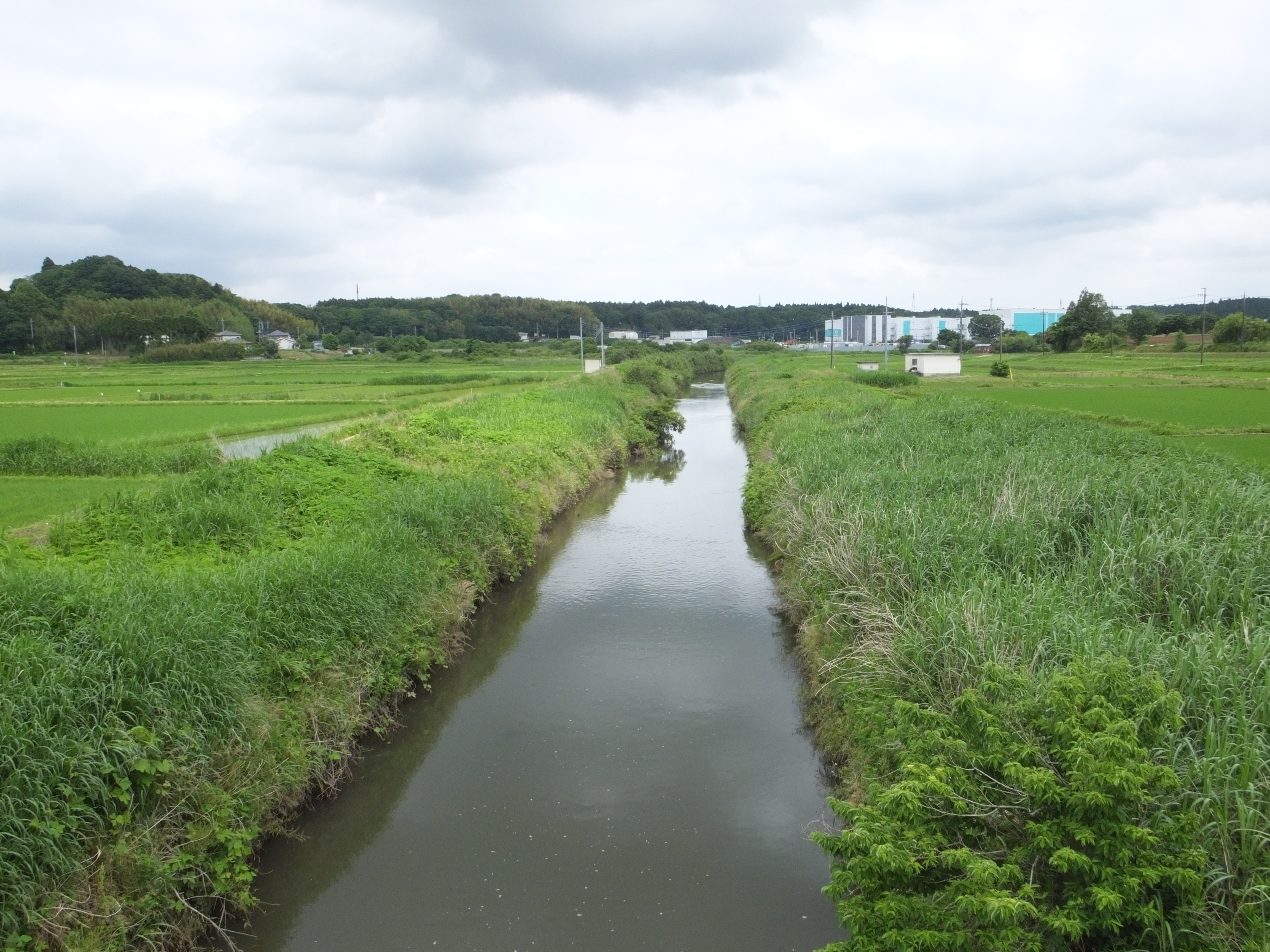
渡戸橋より上流方

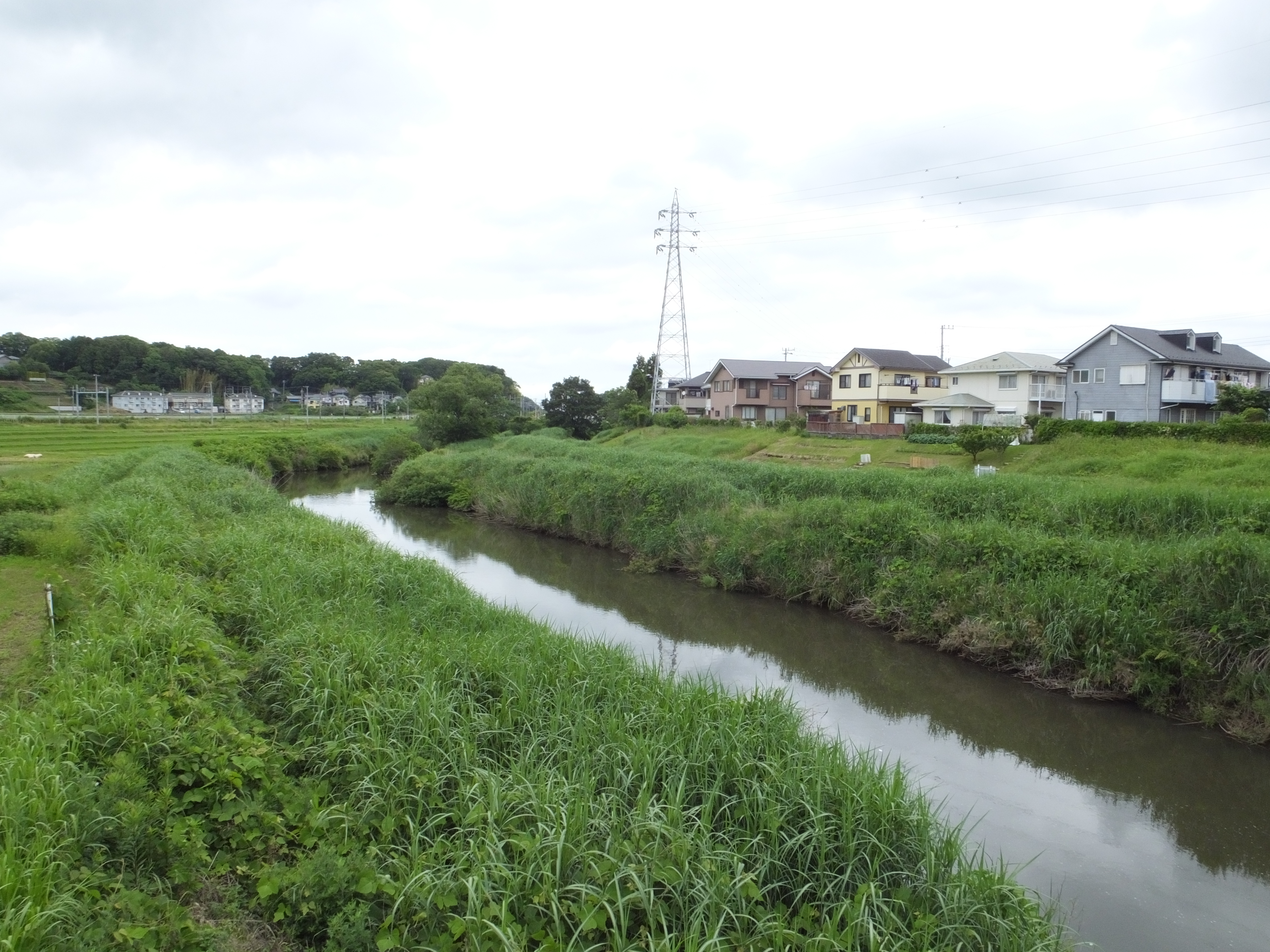
文巻橋より下流方

- 大和田橋 - 千葉県道131号土気停車場千葉中線
- ○○橋
- ○○橋
- 下大和田橋
- ○○橋
- 千葉東金道路
- ○○橋
- 殿川橋 - 千葉県道129号誉田停車場中野線
- ○○橋
- ○○橋
- ○○橋
- ○○橋 - 国道126号
- ○○橋
- ○○橋
- ○○橋
- ○○橋
- 富古橋
- 富田橋 - 御成街道
- 五反田橋
- 泉橋
- 上泉橋
- 学校橋
- 新橋 - 千葉県道53号千葉川上八街線
- 大井戸橋
- 下泉橋
- 谷当橋
- 尾牛橋
- 轟橋
- 坂戸橋 - 千葉県道22号千葉八街横芝線
- 中島橋
- 馬渡橋
- 岩富橋 - 国道51号
- 旭橋
- 渡戸橋
- 大篠塚橋
- 東関東自動車道
- 松山橋
- 文巻橋
- 物井橋
- 物井川橋梁 - 総武本線
- 亀崎橋
- 羽鳥橋 - 千葉県道136号佐倉停車場千代田線
- 鹿島川大橋
- 飯重橋
- 鹿島橋 - 国道296号
- 京成本線橋梁
- 佐倉橋
- 飯野竜神橋 - 千葉県道406号八千代印旛栄自転車道線（印旛沼自転車道）

## 参考資料
- 千葉県庁・都市河川改修事業（鹿島川工区）・住宅市街地基盤整備事業：一級河川 鹿島川